# Cattleya jenmanii
La Cattleya jenmanii es una especie de orquídea epifita  que pertenece al género de las Cattleya.   

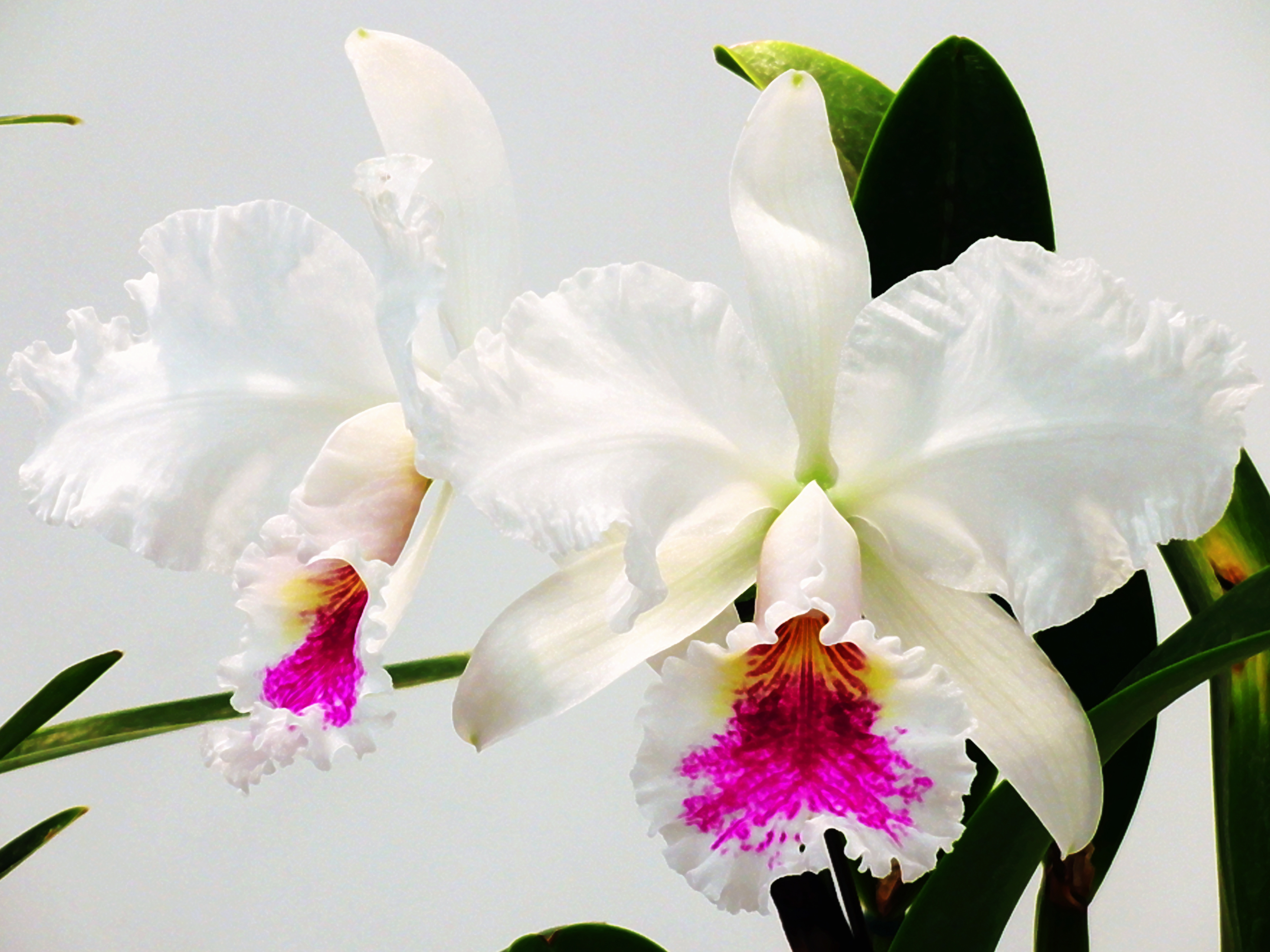
Detalle de la flor

## Descripción
Es una orquídea de tamaño pequeño, con hábitos de epifita y con pseudobulbos comprimidos subtendido por 4 vainas persistentes que llevan una sola hoja apical, elíptico-oblonga, coriácea y aguda. Florece en una corta inflorescencia terminal de 10 cm, con 3-7 flores que surge de un pseudobulbo maduro por una espata basal.

## Distribución
Se encuentra en Guyana y Venezuela  en elevaciones de 300 a 600 metros en los bosques profundos a lo largo de los ríos con una estación de lluvias en el verano y otoño y una estación seca en el invierno y la primavera.  

## Taxonomía
Cattleya jenmanii fue descrita por Robert Allen Rolfe   y publicado en Bulletin of Miscellaneous Information Kew 85. 1906.
Etimología
Cattleya: nombre genérico otorgado en honor de William Cattley orquideólogo aficionado inglés,
jenmanii: epíteto otorgado en honor del botánico inglés George Samuel Jenman.